# آنا هلد
هِلن آنا هِلد (به انگلیسی: Anna Held) ‏ (۱۹ مارس ۱۸۷۲ – ۱۲ اوت ۱۹۱۸) بازیگر برجستهٔ تئاتر برادوی و خواننده بود. وی همسر غیررسمی فلورانز زیگفلد جونیور بود.